# Elite (computerspel)
Elite is een computerspel uit 1984, en tevens een van de eerste ruimtesimulaties.

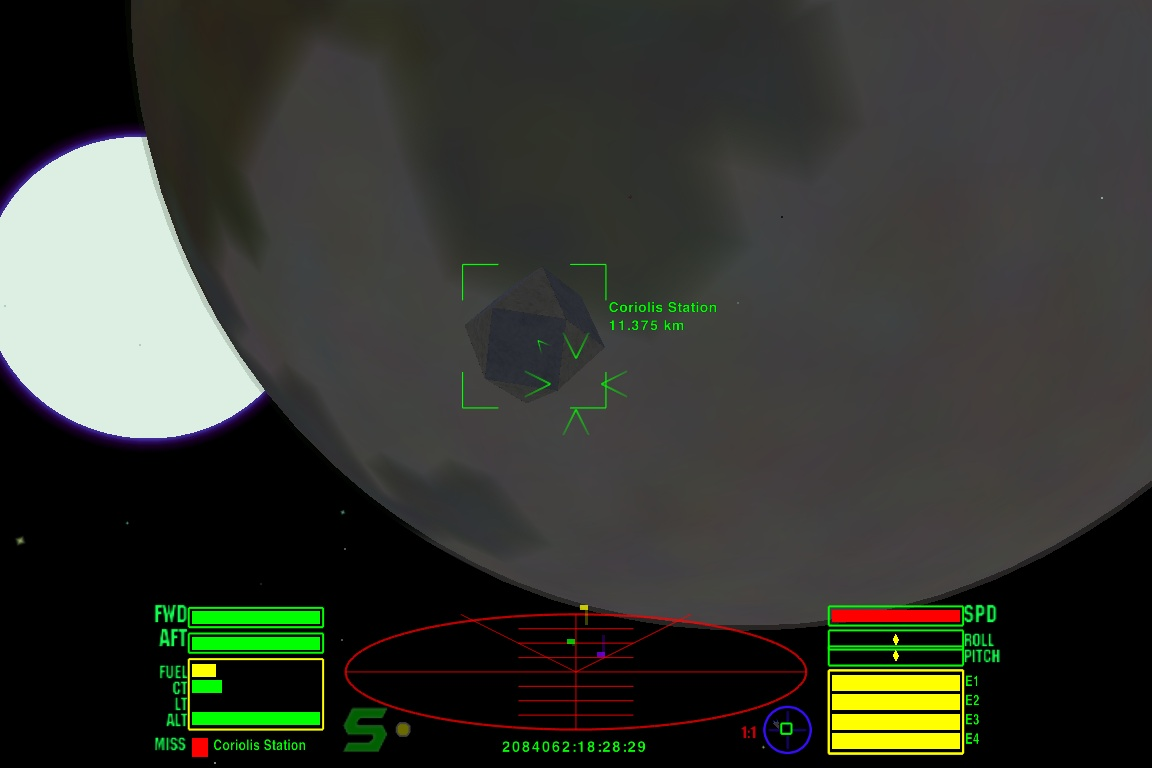
Screendump van Elite op Mac OS X

Het doel van de speler in Elite was redelijk simpel. Hij moest de elite-status bereiken door verscheidene opdrachten te vervullen en intussen zo veel mogelijk ruimteschepen te vernietigen. Om dit te bereiken moest de speler de lichte bewapening van zijn ruimteschip verbeteren en daarvoor was veel geld nodig. Dat kon worden verdiend door missies te voltooien, goederen te verhandelen (of te smokkelen ...), piraterij te bedrijven, als premiejager de kost verdienen, planetoïden te slopen etc. door een uitgebreid universum van 8 sterrenstelsels met elk 255 sterren met elk een planeet met een ruimtestation. In dat universum gebeurde van alles (zogenaamde Random Events of willekeurige gebeurtenissen) waardoor het spel nooit ging vervelen. Deze sterrenstelsels werden procedureel gegenereerd.
Door dit open-eindemodel sloeg het spel in als een bom. Het ging een miljoen keer over de toonbank, een record voor die tijd.
Later raakten de makers van het spel (David Braben en Ian Bell) in onmin met elkaar. Daardoor ging Braben in zijn eentje verder. Dit leverde Frontier: Elite 2 op.

## Frontier: Elite 2
In Frontier: Elite 2 (1993), of kortweg Frontier, kan men op planeten landen, die (voor die tijd) bijzonder gedetailleerd waren. Door de toegepaste technieken kon men dingen zien zoals zeeën, bossen, weilanden etc. Men kon zelfs steden vanuit de ruimte zien.
Braben maakte het spel realistischer door de wetten van Newton toe te passen in het spel; echter dit maakte de gevechten gedurende het spel volgens velen te moeilijk en daarom niet meer leuk. Desondanks vloog Frontier 500.000 keer over de toonbank.

## Frontier: First Encounters
Frontier: First Encounters (1995) was het derde spel in de Elite reeks, en was ook het eerste voorbeeld van het feit, dat een spel nooit te vroeg op de markt moet worden gebracht. Er zaten namelijk erg veel bugs (fouten) in het spel. David Braben bracht later een patch uit die het spel vrijwel compleet foutenvrij maakte, maar het kwaad was al geschied.
Naast de oude "Random Events"-missies waren er nu ook "Storyline"-missies. Sommige gebeurtenissen speelden zich op een bepaalde tijd af en men kon desgewenst als speler daarin verzeild raken. Aliens zaten ook in het spel, om het een stukje moeilijker te maken.

## Elite: Dangerous
Elite: Dangerous, voorheen bekend als Elite 4, verscheen in november 2012 op Kickstarter en zag uiteindelijk het daglicht op 16 december 2014. David Braben heeft voor het crowdfundingmodel gekozen nadat er na een lange periode geen overeenkomst kon worden gesloten met een uitgever.
Het spel speelt zich af in een volledig gesimuleerd Melkweg die op een schaal 1:1 is gegenereerd. Dit betekent dat het spel meer dan 500 miljard planetenstelsels bevat die spelers zelf kunnen gaan ontdekken. Wetenschappelijke accuraatheid is een van de grootste en belangrijkste aspecten van het spel. Dit betekent dan ook dat de meeste details en diepgang niet direct op het oppervlak zichtbaar zijn.
Er verscheen in 2015 een versie voor Mac maar dit werd eind 2018 beëindigd.
In 2015 verscheen ook een versie voor de Xbox One en in 2017 voor de PlayStation 4. In maart 2022 kondigde David Braben aan dat verdere ontwikkeling voor deze consoles werd beëindigd.

## Platforms
Het originele spel is verschenen op vrijwel elke homecomputer uit die tijd en heeft zo het spelgenre bepaald.
- Acorn Archimedes/Electron
- Apple II
- Amstrad CPC
- Amiga
- Atari ST
- BBC Micro
- Commodore 64

- IBM PC
- Mac
- MSX
- NES
- Tatung Einstein
- ZX Spectrum

## Trivia
- Het spel is opgenomen in het boek 1001 Video Games You Must Play Before You Die van Tony Mott.